# 中国人民解放军兰州军区

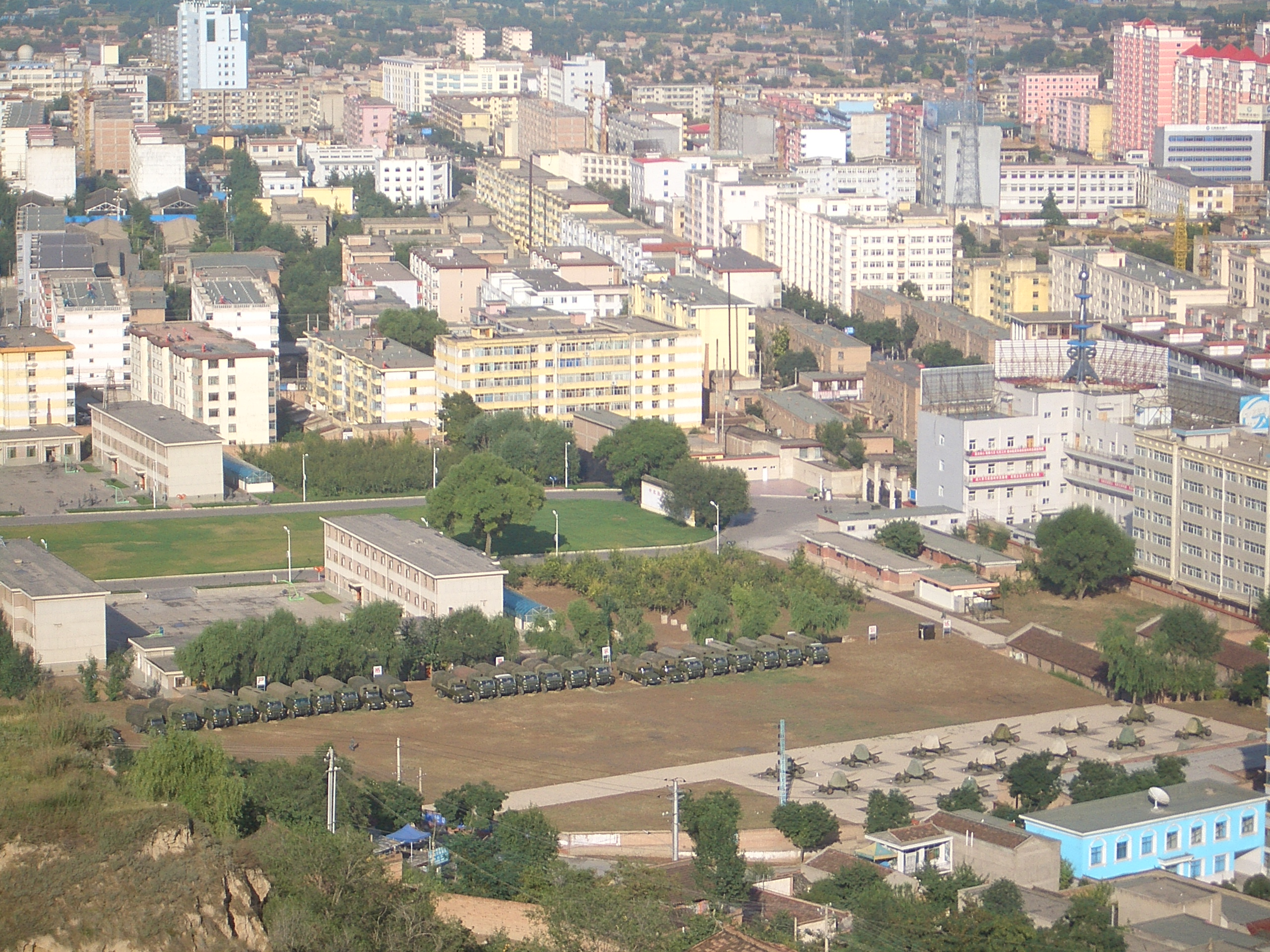
臨夏市兰州军区陸軍基地

兰州军区管辖范围

中国人民解放军兰州军区是中国人民解放军原有的七个大军区之一，範圍包括甘肅省、青海省、陝西省、寧夏回族自治區、新疆維吾爾自治區。軍區有快速反應部隊和第21集團軍、第47集團軍、新疆軍區、2個武警師。據估計下轄兵力約28萬人。
兰州军区的使命为代管西藏自治區的阿里地区，负责与印度在西线的作战，負責鎮守中国西北面的防線。并负责新疆的农垦，战时维护新疆和西北地区统一。
2016年1月16日，兰州军区被撤销，其管理区域由新成立的西部战区接管。

## 管轄區域
管轄陝西、甘肅、青海、寧夏、新疆三省二自治區和西藏阿里地区。區內有由維吾爾族、哈薩克族及回族等組成的穆斯林少數民族，亦有藏族。
該軍區是解放軍轄區最大的軍區，並且與中亞多國接壤，地理形勢極為重要。

## 司令部
- 所在地：甘肅省蘭州市
- 司令員：刘粤军中將
- 政治委員：刘雷中將

## 配屬部隊
- 中国人民解放军第21集团军（司令部驻陝西省寶雞市）快速反應部隊、1個師3個旅編
  -     - 军直通信团
    - 军直工兵团
    - 军直防化团
    - 电子对抗团
    - 舟桥第90团
    - 陆航团

  - 特种作战第184旅
  - 摩托化步兵第61師
  - 机械化步兵第62旅
  - 装甲第12旅（甘肅省酒泉市）
  - 炮兵第19旅
  - 防空旅

- 中国人民解放军第47集团军（司令部驻陝西省西安市臨潼区）
  -     - 通信团（驻西安）
    - 工兵团（驻华阴）
    - 防化团

  - 第139机械化步兵旅（渭南市）
  - 第55摩托化步兵旅（铜川市耀州区）
  - 第56摩托化步兵旅
  - 裝甲旅
  - 第12砲兵旅
  - 防空旅（西安市临潼区）

- 新疆軍区（司令部驻新疆維吾爾自治區烏魯木齊市）4個師1旅5個團編成 
  -     - 通信团
    - 防化团
    - 电子对抗团
    - 工兵第9團（烏魯木齊市）

  - 陆航第3旅
  - 特种作战旅（喀什市）
  - 第4摩托化步兵師（庫車）
  - 第6机械化步兵師（喀什市）（高原机步师）
    - 机步17团
      - 3个装步营，93辆ZSL92型装甲输送车
      - 1个炮兵营，18门PLC09型122毫米卡车式榴弹炮
        - 1个连，6门轮式100mm突击炮

    - 机步18团
      - 3个装步营，93辆92B型轮式步兵战车

    - 1个坦克团
      - 3个坦克营，93辆ZTZ96型主战坦克
      - 1个装步营，31辆ZBD86型步兵战斗车

    - 1个防空团
    - 1个炮兵团
      - 1个炮兵营，18门PLZ83型152毫米自行加榴炮
      - 1个炮兵营，18门PLC09型122毫米车载榴弹炮
      - 1个炮兵营，18门PHZ89型122毫米自行火箭炮

  - 第8摩托化步兵師（烏蘇市）
  - 第11摩托化步兵師（烏魯木齊市）
  - 第2炮兵旅（烏魯木齊縣）（原砲兵第13師）
  - 独立第1團（烏魯木齊市）
    - 现在为乌鲁木齐特警团，辖3个装步营和1个特战营。

  - 独立第2團
- 武警第63師（平涼市）（原第21軍第63師）
- 武警第7師（伊犁市）（原新疆軍区第7師）

## 蘭州軍區空軍
- 西安指揮所
  - 第6航空師（戰鬥機師）寧夏・銀川基地、甘肅・天水基地
  - 第36航空師（轰炸机師）陝西・武功基地、陝西・臨潼基地
- 第9航空軍
  - 第37航空師（戰鬥機師）新疆・烏魯木齊基地
- 乌鲁木齐指挥所

## 历任司令员
1. 张达志
2. 皮定均
3. 韩先楚
4. 杜义德
5. 郑维山
6. 赵先顺
7. 傅全有
8. 王克
9. 刘精松
10. 郭伯雄
11. 李乾元
12. 王國生
13. 刘粤军

## 历任政治委员

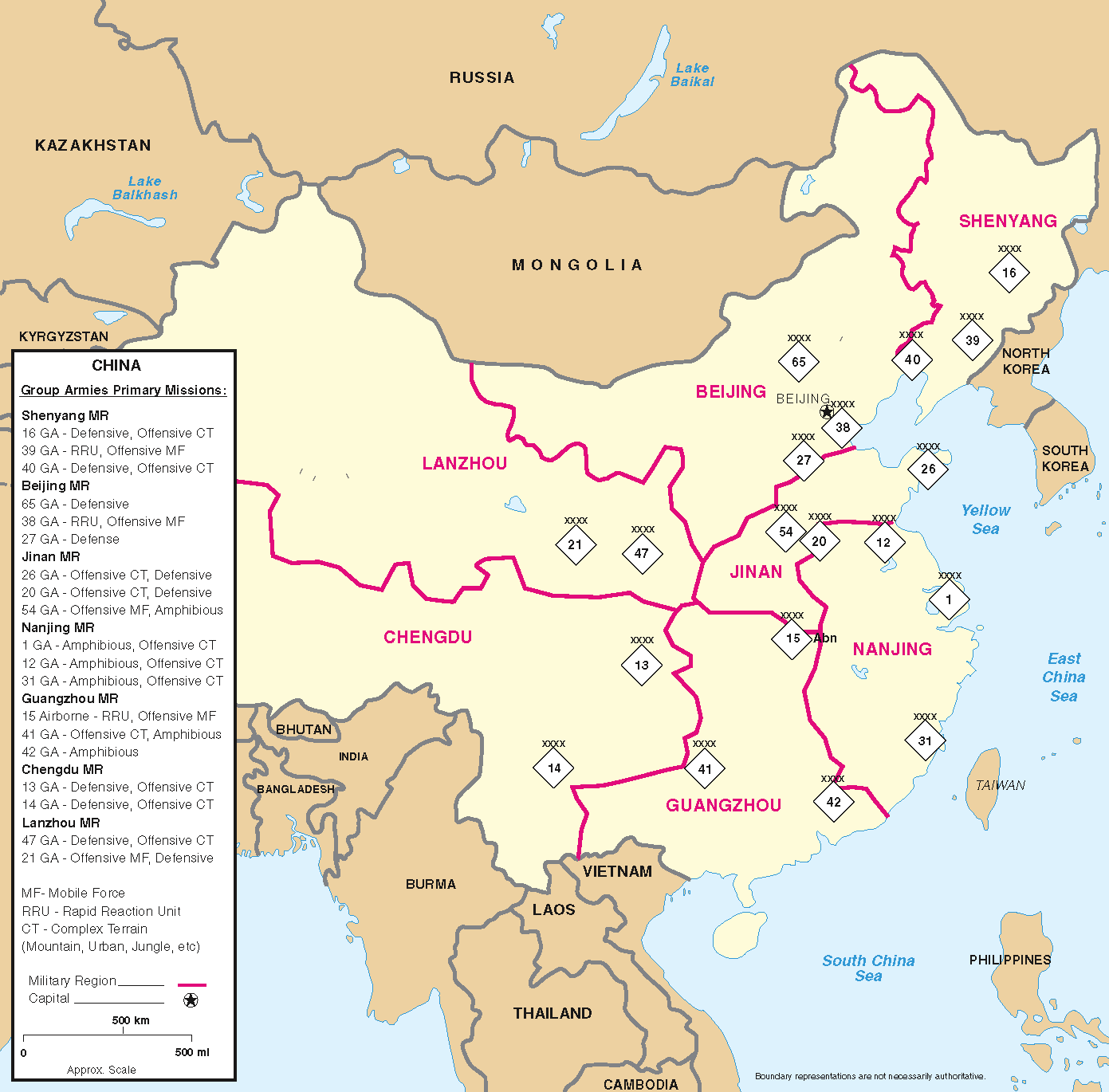
中国军区划分与集团军分布状况

1. 冼恒汉
2. 刘澜涛（第一政委）
3. 李瑞山
4. 肖华（先为第二政委，后为第一政委）
5. 宋平（第二政委）
6. 肖华
7. 谭友林
8. 李宣化
9. 曹芃生
10. 温宗仁
11. 刘冬冬
12. 刘永治
13. 喻林祥
14. 李长才
15. 苗华
16. 刘雷

## 历任大军区副职军官

### 副司令员
| - 韩练成（1955年5月－1956年7月，第一副司令员） - 杨嘉瑞（1955年5月－1970年5月，1964年6月前为第二副司令员） - 徐国珍（1955年5月－1977年12月，1964年6月前为第三副司令员） - 胡炳云（1955年11月－1967年6月） - 康健民（1962年12月－1977年1月） - 刘贤权（1963年6月－1968年3月） - 李书茂（1965年1月－1977年12月） - 詹大南（1965年6月－1970年12月） - 江文（1968年12月－1970年8月） - 郭鹏（1969年6月－1975年8月） - 胡炜（1969年10月－1974年11月） - 伍生荣（1970年3月－1975年8月） - 王德润（1970年6月－1975年8月） - 刘静海（1971年5月－1984年3月） - 高锐（1972年5月－1975年9月） - 张藩（1972年11月－1975年8月） - 杜绍三（1973年11月－1977年12月） - 黎原（1975年7月－1978年12月） - 吴华夺（1975年8月－1982年12月） - 胡炳云（1977年5月－1981年11月） - 黄经耀（1977年5月－1983年8月） | - 伍生荣（1977年6月－1982年12月） - 陈康（1977年12月－1981年11月） - 陈宏（1977年12月－1983年10月） - 何光宇（1978年7月－1981年11月） - 董占林（1980年12月－1985年6月） - 刘光甫（1982年12月－1985年6月） - 杜绍三（1983年11月－1985年6月） - 钱锡侯（1984年3月－1985年6月） - 刘海清（1985年6月－1988年2月） - 马伟志（1985年6月－1988年2月） - 董占林（1986年3月－1990年4月） - 邢世忠（1988年2月－1994年12月） - 孙景华（1989年2月－1993年1月） - 王克（1990年4月－1992年10月） - 陈超（1990年6月－1994年12月） - 傅秉耀（1992年10月－1997年3月） - 邹玉琪（1992年11月－1996年11月） - 王立忠（1992年11月－1996年11月） - 马占民（1993年1月－1994年4月） - 刘顺尧（1994年4月－1994年10月） - 王志成（1994年12月－2000年7月） | - 李永德（1994年12月－1999年1月） - 陈秀（1997年3月－2003年12月） - 李良辉（1997年3月－2000年10月） - 马晓天（1999年1月－2000年12月） - 李乾元（1999年4月－1999年9月） - 郑守增（1999年9月－2007年6月） - 邹庚壬（2000年12月－2006年8月） - 黄恒美（2000年12月－2003年12月） - 曲方桓（2002年1月－2003年12月） - 宋才文（2003年12月－2005年12月） - 贾永生（2003年12月－2006年8月） - 关凯（2005年12月－2011年7月） - 郭洪超（2006年8月－2012年12月） - 朱清益（2006年8月－2011年12月） - 赵建中（2007年6月－2013年12月） - 朱锦林（2011年7月－2013年7月） - 彭勃（2012年12月－） - 何雷（2013年7月－2013年12月） - 许林平（2013年12月－） - 张建胜（2013年12月－） |

### 副政治委员
| - 高维嵩（1965年1月－1977年12月） - 王庆生（1965年1月－1967年4月） - 刘西元（1969年1月－1972年11月） - 孔俊彪（1970年5月－1984年9月） - 刘建功（1970年6月－1975年8月） - 李樾（1970年6月－1975年7月） - 李虎（1970年6月－1975年8月） - 卜占亚（1973年7月－1979年2月） - 谭开云（1973年11月－1978年9月） - 蓝文兆（1975年4月－8月） - 段思英（1977年12月－1983年5月） - 梁仁芥（1978年7月－1981年11月） - 刘凌（1980年12月－1982年12月） - 张如三（1980年12月－1982年12月） - 魏佑铸（1982年12月－1985年6月） | - 王子健（1982年12月－1985年6月） - 裴九洲（1985年6月－1988年2月） - 刘新增（1988年2月－1990年4月） - 宫永丰（1990年4月－1992年11月） - 王茂润（1990年4月－1994年12月） - 唐广才（1992年11月－1994年12月） - 潘兆民（1992年11月－1996年1月） - 徐寿增（1992年12月－1996年7月） - 徐永清（1994年12月－1996年2月） - 李宝祥（1994年12月－2003年7月） - 张树田（1996年2月－1998年12月） - 周永顺（1997年3月－2000年10月） - 肖怀枢（1998年8月－2001年7月） - 喻林祥（2000年10月－2004年12月） - 彭小枫（2001年7月－2002年1月） | - 陶方桂（2002年1月－2006年12月） - 刘振起（2002年7月－2004年7月） - 张秋祥（2003年7月－2006年12月） - 王金相（2004年7月－2007年6月） - 孔瑛（2006年12月－2008年7月） - 刘晓榕（2006年12月－2010年12月） - 房建国（2007年7月－2012年7月） - 李国辉（2008年7月－2013年7月） - 张国栋（2010年12月－2012年7月） - 刘健（2012年7月－） - 苗华（2012年7月－2014年7月） - 王建民（2013年7月－2014年12月） - 范长秘（2014年7月－2014年12月） - 石晓（2014年12月－） - 康春元（2014年12月－） |

### 参谋长
| - 李书茂（1955年5月－1970年2月） - 高锐（1970年2月－1972年5月） - 马友里（1971年7月－1977年12月） - 王德（1977年12月－1981年11月） - 刘光甫（1982年1月－1982年12月） - 钱锡侯（1982年12月－1984年3月） | - 师贵庭（1984年3月－1985年6月） - 邢世忠（1985年6月－1988年2月） - 郭辅周（1988年2月－1990年4月） - 迟云秀（1990年4月－1992年11月） - 钱树根（1992年11月－1994年12月） - 李乾元（1994年12月－1999年4月） | - 郑守增（1999年4月－1999年9月） - 曲方桓（1999年9月－2002年1月） - 常万全（2002年1月－2003年12月） - 王国生（2003年12月－2007年6月） - 刘粤军（2007年6月－2012年10月） - 何清成（2012年12月－） |

### 政治部主任
| - 王庆生（1955年5月－1965年1月） - 刘瑞方（1965年1月－1969年10月） - 刘建功（1969年10月－1970年6月） - 宋长庚（1970年6月－1973年11月） - 孙殿甲（1973年11月－1977年12月） - 张如三（1978年4月－1980年12月） | - 于厚德（1980年12月－1984年3月） - 裴九洲（1984年3月－1985年6月） - 王茂润（1985年6月－1990年4月） - 孔昭文（1990年4月－1994年12月） - 肖怀枢（1994年12月－1998年8月） - 刘冬冬（1998年8月－2000年6月） | - 张秋祥（2000年6月－2003年7月） - 孔瑛（2003年7月－2006年12月） - 张国栋（2006年12月－2010年12月） - 苗华（2010年12月－2012年7月） - 范长秘（2012年7月－2014年7月） - 徐远林（2014年7月－） |